# Вышеслав (линейный корабль)
«Вышеслав» — 66-пушечный парусный линейный корабль Балтийского флота Российской империи. Один из кораблей типа «Азия». Был заложен в 1778 году в Архангельске, спущен на воду в 1782 году, принимал участие в русско-шведской войне 1788—90 годов. Сев на камни у острова Родшер, был взорван экипажем 23 октября (3 ноября) 1789 года.

## История
Был заложен 27 августа (7 сентября) 1778 года на Соломбальской верфи в Архангельске. Строительство велось под руководством корабельного мастера Михаила Портнова. После спуска на воду 21 мая (1 июня) 1782 года вошел в состав Балтийского флота.
В июле—августе 1782 года в составе отряда перешел из Архангельска в Кронштадт. В 1784 и 1785 годах в составе эскадр ходил в практические плавания к острову Борнхольм. 20 (31) декабря 1787 года был назначен в состав Средиземноморской эскадры.
После начала русско-шведской войны (1788—90), 25 июня (6 июля) 1788 года вышел из Кронштадта в составе эскадры адмирала С. К. Грейга и 6 (17) июля принял участие в Гогландском сражении. В начале сражения находился во главе авангарда, а после смены галса оказался в арьергарде. Первым из русских кораблей открыл огонь и отличился во время сражения. В результате боя потерял 52 члена экипажа убитыми и 82 ранеными, получил много пробоин, повредил рангоут и такелаж. После сражения для ремонта был отправлен в Кронштадт, куда пришел 11 (22) июля.
В мае 1789 года перешел из Кронштадта в Ревель. 2 (13) июля в составе эскадры под командованием адмирала В. Я. Чичагова вышел в море и 15 (26) июля принял участие в Эландском сражении в ходе которого потерял 1 человека убитым и 11 ранеными. Затем до 16 (27) августа крейсировал с эскадрой в районе мыса Дагерорт и островов Борнхольм и Готланд, после чего вернулся в Ревель.
27 августа (7 сентября) — 11 (22) октября 1789 года в составе эскадры вновь крейсировал у мыса Дагерорт. 18 (29) октября в составе отряда вышел из Ревеля в Кронштадт. 20 (31) октября, не успев, вслед за остальной эскадрой, обойти остров Родшер, встал поблизости от него на якорь, но ветром был снесен на мель, при отливе сел на камни, потерял руль и повредил днище. 23 октября (3 ноября) экипаж перешел на купеческие суда, а корабль был подожжён и взорвался.

## Командиры
Командирами корабля в разное время служили:
- А. В. Мусин-Пушкин (1782 год)[3]
- С. Эльфинстон (1784—88 годы)
- Ф. И. Тезигер (1789 год)